# مارسو سامرلینک
مارسو سامرلینک (انگلیسی: Marceau Somerlinck; ۴ ژانویهٔ ۱۹۲۲ – ۹ نوامبر ۲۰۰۵) بازیکن فوتبال اهل فرانسه بود.
از باشگاه‌هایی که در آن بازی کرده‌است می‌توان به باشگاه فوتبال لیل اشاره کرد.